# Limnodriloides brycei
Limnodriloides brycei är en ringmaskart som beskrevs av Erséus 1990. Limnodriloides brycei ingår i släktet Limnodriloides och familjen glattmaskar. Inga underarter finns listade i Catalogue of Life.